# USS Dentuda (SS-335)
USS Dentuda (SS-335) là một  tàu ngầm lớp Balao từng phục vụ cùng Hải quân Hoa Kỳ trong Chiến tranh Thế giới thứ hai. Nó là chiếc tàu chiến duy nhất của Hải quân Hoa Kỳ được đặt cái tên này, theo tên tiếng Tây Ban Nha của loài cá mập mako vây ngắn. Nó đã phục vụ trong Thế Chiến II, thực hiện được một chuyến tuần tra duy nhất trước khi được cho ngừng hoạt động sau khi xung đột chấm dứt vào năm 1946. Con tàu cuối cùng bị bán để tháo dỡ vào năm 1969. Dentuda được tặng thưởng một Ngôi sao Chiến trận do thành tích phục vụ trong Thế Chiến II.

## Thiết kế và chế tạo
Thiết kế của lớp Balao được cải tiến dựa trên  tàu ngầm lớp Gato dẫn trước, là một kiểu tàu ngầm hạm đội có tốc độ trên mặt nước cao, tầm hoạt động xa và vũ khí mạnh để tháp tùng hạm đội chiến trận. Khác biệt chính so với lớp Gato là ở cấu trúc lườn chịu áp lực bên trong dày hơn, và sử dụng thép có độ đàn hồi cao (HTS: High-Tensile Steel), cho phép lặn sâu hơn đến 400 ft (120 m). Con tàu dài 311 ft 9 in (95,02 m) và có trọng lượng choán nước 1.526 tấn Anh (1.550 t) khi nổi và 2.424 tấn Anh (2.463 t) khi lặn. Chúng trang bị động cơ diesel dẫn động máy phát điện để cung cấp điện năng cho bốn động cơ điện, đạt được công suất 5.400 shp (4.000 kW) khi nổi và 2.740 shp (2.040 kW) khi lặn, cho phép đạt tốc độ tối đa 20,25 hải lý trên giờ (37,50 km/h) và 8,75 hải lý trên giờ (16,21 km/h) tương ứng. Tầm xa hoạt động là 11.000 hải lý (20.000 km) khi đi trên mặt nước ở tốc độ 10 hải lý trên giờ (19 km/h) và có thể hoạt động kéo dài đến 75 ngày.
Tương tự như lớp Gato dẫn trước, lớp Balao được trang bị mười ống phóng ngư lôi 21 in (530 mm), gồm sáu ống trước mũi và bốn ống phía phía đuôi tàu, chúng mang theo tối đa 24 quả ngư lôi. Vũ khí trên boong tàu gồm một hải pháo 4 inch/50 caliber, một khẩu pháo phòng không Bofors 40 mm nòng đơn và một khẩu đội Oerlikon 20 mm nòng đôi, kèm theo hai súng máy .50 caliber. Trên tháp chỉ huy, ngoài hai kính tiềm vọng, nó còn trang bị ăn-ten radar SD phòng không và SJ dò tìm mặt biển. Tiện nghi cho thủy thủ đoàn bao gồm điều hòa không khí, thực phẩm trữ lạnh, máy lọc nước, máy giặt và giường ngủ cho hầu hết mọi người, giúp họ chịu đựng cái nóng nhiệt đới tại Thái Bình Dương cùng những chuyến tuần tra kéo dài đến hai tháng rưỡi.
Nguyên được dự định mang tên Capidoli, con tàu được đổi tên thành Dentuda vào ngày 24 tháng 9, 1942 trước khi đặt lườn tại xưởng tàu của hãng Electric Boat Company ở Groton, Connecticut vào ngày 18 tháng 11, 1943. Nó được hạ thủy vào ngày 10 tháng 9, 1944, được đỡ đầu bởi bà T. W. Hogan, và được cho nhập biên chế cùng Hải quân Hoa Kỳ vào ngày 30 tháng 12, 1944 dưới quyền chỉ huy của Hạm trưởng, Trung tá Hải quân John S. McCain, Jr..

## Lịch sử hoạt động
Sau khi hoàn tất việc chạy thử máy huấn luyện tại vùng biển ngoài khơi và New England, Dentuda tiếp tục ở lại Căn cứ Tàu ngầm Hải quân New London tại New London, Connecticut để làm nhiệm vụ thử nghiệm cùng Lực lượng Tàu ngầm Hạm đội Đại Tây Dương trong hai tháng tiếp theo trước khi được điều động sang khu vực Mặt trận Thái Bình Dương. Nó khởi hành vào ngày 5 tháng 4, 1945, băng qua kênh đào Panama và đi đến Trân Châu Cảng vào ngày 10 tháng 5.
Thực hiện chuyến tuần tra duy nhất trong chiến tranh tại khu vực biển Hoa Đông và eo biển Đài Loan từ ngày 29 tháng 5 đến ngày 29 tháng 7, vào ngày 18 tháng 6, Dentuda đã đánh chìm hai tàu tuần tra Reiko Maru (88 tấn) và Heiwa Maru (88 tấn) bằng hải pháo trong biển Hoa Đông tại tọa độ 31°55′B 126°48′Đ / 31,917°B 126,8°Đ. Nó kết thúc chuyến tuần tra khi quay về đến Guam vào ngày 29 tháng 7, và vẫn đang có mặt tại vùng biển quần đảo Mariana khi Nhật Bản chấp nhận đầu hàng vào ngày 15 tháng 8, giúp chấm dứt vĩnh viễn cuộc xung đột.
Sau khi quay trở về Trân Châu Cảng, Dentuda hoạt động tại vùng biển quần đảo Hawaii cho đến ngày 3 tháng 1, 1946, khi nó lên đường để quay trở về San Francisco, California. Được điều động gia nhập Lực lượng Đặc nhiệm Hỗn hợp 1, nó quay trở lại Trân Châu Cảng vào ngày 14 tháng 2, rồi khởi hành vào ngày 22 tháng 5 để hướng sang đảo Bikini thuộc quần đảo Marshall, nơi nó tham gia các cuộc thử nghiệm vũ khí nguyên tử trong khuôn khổ Chiến dịch Crossroads. Sau khi sống sót qua cả hai vụ nổ "Able" trên không vào ngày 1 tháng 7 và vụ nổ "Baker" ngầm dưới nước vào ngày 25 tháng 7, Dentuda quay trở lại Trân Châu Cảng vào ngày 5 tháng 9, rồi về đến Xưởng hải quân Mare Island tại Vallejo, California vào ngày 14 tháng 10.
Dentuda được cho xuất biên chế vào ngày 11 tháng 12, 1946, và được đưa về Hạm đội Dự bị Thái Bình Dương. Con tàu được Quân khu Hải quân 12 cho hoạt động ngoài biên chế như một tàu huấn luyện dành cho nhân sự thuộc Hải quân Dự bị Hoa Kỳ. Cuối cùng tên nó được cho rút khỏi danh sách Đăng bạ Hải quân vào ngày 30 tháng 6, 1967, và con tàu bị bán để tháo dỡ vào ngày 12 tháng 2, 1969.

## Phần thưởng
Dentudađược tặng thưởng một Ngôi sao Chiến trận do thành tích phục vụ trong Thế Chiến II.
|  |             |  |
|  | Bronze star |  |

| Dãi băng Hoạt động Tác chiến  |                                                                         |                                      |
| Huân chương Chiến dịch Hoa Kỳ | Huân chương Chiến dịch Châu Á-Thái Bình Dương với 1 Ngôi sao Chiến trận | Huân chương Chiến thắng Thế Chiến II |